# Alemanha nos Jogos Paralímpicos de Inverno de 2010
A Alemanha participou dos Jogos Paraolímpicos de Inverno de 2010, realizados em Vancouver, no Canadá. Foi a sexta aparição do país em Paraolimpíadas de Inverno. Vinte atletas representaram o país, competindo em quatro esportes.

## Medalhas
| Atleta              | Esporte             | Evento                                       | Medalha |
| ------------------- | ------------------- | -------------------------------------------- | ------- |
| Martin Braxenthaler | Esqui alpino        | Super combinado masculino (atletas sentados) | Ouro    |
| Martin Braxenthaler | Esqui alpino        | Slalom gigante masculino (atletas sentados)  | Ouro    |
| Martin Braxenthaler | Esqui alpino        | Slalom masculino (atletas sentados)          | Ouro    |
| Gerd Schönfelder    | Esqui alpino        | Super combinado masculino (atletas em pé)    | Ouro    |
| Gerd Schönfelder    | Esqui alpino        | Super-G masculino (atletas em pé)            | Ouro    |
| Gerd Schönfelder    | Esqui alpino        | Downhill masculino (atletas em pé)           | Ouro    |
| Gerd Schönfelder    | Esqui alpino        | Slalom gigante masculino (atletas em pé)     | Ouro    |
| Verena Bentele      | Biatlo              | Individual feminino (deficientes visuais)    | Ouro    |
| Verena Bentele      | Biatlo              | Perseguição feminino (deficientes visuais)   | Ouro    |
| Wilhelm Brem        | Biatlo              | Individual masculino (deficientes visuais)   | Ouro    |
| Verena Bentele      | Esqui cross-country | Velocidade feminino (deficientes visuais)    | Ouro    |
| Verena Bentele      | Esqui cross-country | 5 km feminino (deficientes visuais)          | Ouro    |
| Verena Bentele      | Esqui cross-country | 15 km feminino (deficientes visuais)         | Ouro    |
| Martin Braxenthaler | Esqui alpino        | Super-G masculino (atletas sentados)         | Prata   |
| Gerd Schönfelder    | Esqui alpino        | Slalom masculino (atletas em pé)             | Prata   |
| Andrea Eskau        | Esqui alpino        | Slalom gigante feminino (atletas em pé)      | Prata   |
| Andrea Eskau        | Esqui alpino        | Slalom feminino (atletas em pé)              | Prata   |
| Andrea Eskau        | Esqui cross-country | 5 km feminino (atletas sentadas)             | Prata   |
| Andrea Eskau        | Esqui alpino        | Super-G feminino (atletas em pé)             | Bronze  |
| Andrea Eskau        | Esqui alpino        | Downhill feminino (atletas em pé)            | Bronze  |
| Anna Schaffelhuber  | Esqui alpino        | Super-G feminino (atletas sentadas)          | Bronze  |
| Gerd Gradwohl       | Esqui alpino        | Downhill masculino (atletas sentadas)        | Bronze  |
| Josef Giesen        | Biatlo              | Individual masculino (atletas em pé)         | Bronze  |
| Andrea Eskau        | Biatlo              | Individual feminino (atletas sentadas)       | Bronze  |

## Biatlo
Individual
| Atleta         | Evento                          | Tempo Real | Tiros Perdidos | Fator (%) | Tempo Final | Pos.              |
| -------------- | ------------------------------- | ---------- | -------------- | --------- | ----------- | ----------------- |
| Josef Giesen   | Masculino (atletas em pé)       | 46:27.3    | 1              | 87        | 41:25.0     | Medalha de bronze |
| Thomas Oelsner | Masculino (atletas em pé)       | 41:29.0    | 5              | 96        | 44:49.4     | 5º                |
| Wilhelm Brem   | Masculino (deficientes visuais) | 44:05.4    | 1              | 85        | 38:28.6     | Medalha de ouro   |
| Andrea Eskau   | Feminino (atletas sentadas)     | 40:19.4    | 2              | 94        | 39:54.2     | Medalha de bronze |
| Verena Bentele | Feminino (atletas sentadas)     | 48:10.9    | 3              | 85        | 43:57.3     | Medalha de ouro   |

Perseguição
| Atleta         | Evento                          | Tempo Qual. | Tiros Perdidos | Fator (%)   | Tempo Final | Pos.            |
| -------------- | ------------------------------- | ----------- | -------------- | ----------- | ----------- | --------------- |
| Josef Giesen   | Masculino (atletas em pé)       | 9:32.1      | 0              | 87          | 10:59.6     | 5º              |
| Thomas Oelsner | Masculino (atletas em pé)       | 10:06.6     | Não avançou    | Não avançou | Não avançou | 14º             |
| Wilhelm Brem   | Masculino (deficientes visuais) | 9:41.9      | 0              | 85          | 11:48.3     | 4º              |
| Frank Hoefle   | Masculino (deficientes visuais) | 12:28.9     | Não avançou    | Não avançou | Não avançou | 11º             |
| Andrea Eskau   | Feminino (atletas sentadas)     | 11:05.6     | 2              | 94          | 13:50.5     | 6º              |
| Verena Bentele | Feminino (deficientes visuais)  | 11:06.1     | 3              | 85          | 12:51.8     | Medalha de ouro |

## Curling em cadeira de rodas
| Equipe                                                                              | Primeira fase | Primeira fase | Semifinal              | Final                  | Pos. |
| Equipe                                                                              | Adversário e resultado | Pos.          | Adversário e resultado | Adversário e resultado | Pos. |
| ----------------------------------------------------------------------------------- | --- | ------------- | ---------------------- | ---------------------- | ---- |
| Jens Jaeger Marcus Sieger Jens Gaebel Christiane Steger Astrid Hoer Helmar Erlewein | NOR Noruega: V 10-6 USA Estados Unidos: D 5-6 JPN Japão: V 12-4 SUI Suíça: D 3-9 ITA Itália: V 7-6 GBR Grã-Bretanha: D 2-9 CAN Canadá: D 6-8 KOR Coreia do Sul: D 2-9 SWE Suécia: D 3-10 | 8º            | Não avançou            | Não avançou            | 8º   |

## Esqui alpino
| Atleta              | Evento                    | Tempo Real | Pos.              |
| ------------------- | ------------------------- | ---------- | ----------------- |
| Martin Braxenthaler | Downhill masculino        | DNF        | DNF               |
| Martin Braxenthaler | Slalom gigante masculino  | 2:37.40    | Medalha de ouro   |
| Martin Braxenthaler | Slalom masculino          | 1:41.63    | Medalha de ouro   |
| Martin Braxenthaler | Super combinado masculino | 2:10.16    | Medalha de ouro   |
| Martin Braxenthaler | Super-G masculino         | 1:20.63    | Medalha de prata  |
| Franz Hanfstingl    | Downhill masculino        | 1:23.16    | 14º               |
| Franz Hanfstingl    | Slalom gigante masculino  | DNF        | DNF               |
| Franz Hanfstingl    | Slalom masculino          | DNF        | DNF               |
| Franz Hanfstingl    | Super combinado masculino | 2:27.24    | 11º               |
| Franz Hanfstingl    | Super-G masculino         | 1:27.53    | 17º               |
| Thomas Nolte        | Downhill masculino        | 1:19.60    | 4º                |
| Thomas Nolte        | Slalom gigante masculino  | 2:54.44    | 13º               |
| Thomas Nolte        | Slalom masculino          | 1:55.00    | 12º               |
| Thomas Nolte        | Super combinado masculino | DSQ        | DSQ               |
| Thomas Nolte        | Super-G masculino         | 1:25.80    | 14º               |
| Anna Schaffelhuber  | Slalom gigante feminino   | 3:20.29    | 7º                |
| Anna Schaffelhuber  | Slalom feminino           | 2:20.35    | 4º                |
| Anna Schaffelhuber  | Super combinado feminino  | 2:52.84    | 4º                |
| Anna Schaffelhuber  | Super-G feminino          | 1:38.25    | Medalha de bronze |

| Atleta            | Evento                    | Tempo Real | Pos.             |
| ----------------- | ------------------------- | ---------- | ---------------- |
| Gerd Schoenfelder | Downhill masculino        | 1:20.80    | Medalha de ouro  |
| Gerd Schoenfelder | Slalom gigante masculino  | 2:23.92    | Medalha de ouro  |
| Gerd Schoenfelder | Slalom masculino          | 1:45.97    | Medalha de prata |
| Gerd Schoenfelder | Super combinado masculino | 2:11.84    | Medalha de ouro  |
| Gerd Schoenfelder | Super-G masculino         | 1:20.11    | Medalha de ouro  |
| Kevin Wermeester  | Downhill masculino        | DNF        | DNF              |
| Kevin Wermeester  | Slalom gigante masculino  | DNF        | DNF              |
| Kevin Wermeester  | Slalom masculino          | 1:55.07    | 21º              |
| Kevin Wermeester  | Super combinado masculino | 2:31.23    | 17º              |
| Kevin Wermeester  | Super-G masculino         | 1:29.95    | 23º              |

| Atleta        | Evento             | Tempo Real | Pos.              |
| ------------- | ------------------ | ---------- | ----------------- |
| Gerd Gradwohl | Downhill masculino | 1:20.40    | Medalha de bronze |
| Gerd Gradwohl | Slalom masculino   | 1:57.26    | 9º                |
| Gerd Gradwohl | Super-G masculino  | 1:28.39    | 11º               |

## Esqui cross-country
| Atleta         | Evento                                     | Qualificação | Qualificação | Semifinal   | Semifinal   | Final       | Final           |
| Atleta         | Evento                                     | Tempo        | Pos.         | Tempo       | Pos.        | Tempo       | Pos.            |
| -------------- | ------------------------------------------ | ------------ | ------------ | ----------- | ----------- | ----------- | --------------- |
| Tino Uhlig     | Velocidade masculino (atletas em pé)       | 3:25.32      | 6º           | 3:37.7      | 3º/bat.2    | Não avançou | Não avançou     |
| Thomas Oelsner | Velocidade masculino (atletas em pé)       | 3:43.75      | 16º          | Não avançou | Não avançou | Não avançou | Não avançou     |
| Josef Giesen   | Velocidade masculino (atletas em pé)       | DNS          | DNS          | Não avançou | Não avançou | Não avançou | Não avançou     |
| Frank Höfle    | Velocidade masculino (deficientes visuais) | 3:25.74      | 3º           | 3:54.1      | 2º/bat.2    | 3:55.5      | 4º              |
| Wilhelm Brem   | Velocidade masculino (deficientes visuais) | 3:31.94      | 7º           | 4:08.6      | 4º/bat.2    | Não avançou | Não avançou     |
| Verena Bentele | Velocidade feminino (deficientes visuais)  | 3:59.59      | 2º           | 4:25.8      | 1º/bat.2    | 4:14.2      | Medalha de ouro |
| Andrea Eskau   | Velocidade feminino (atletas sentadas)     | 2:38.35      | 3º           | 2:58.7      | 3º/bat.2    | Não avançou | Não avançou     |

| Atleta         | Evento                                | Tempo Real | Fator (%) | Tempo Calculado | Pos.             |
| -------------- | ------------------------------------- | ---------- | --------- | --------------- | ---------------- |
| Andrea Eskau   | 5 km feminino (atletas sentadas)      | 16:09.6    | 94        | 15:11.4         | Medalha de prata |
| Verena Bentele | 5 km feminino (deficientes visuais)   | 17:24.6    | 87        | 15:08.8         | Medalha de ouro  |
| Tino Uhlig     | 10 km masculino (atletas em pé)       | 30:50.4    | 92        | 28:22.4         | 5º               |
| Thomas Oelsner | 10 km masculino (atletas em pé)       | 36:19.8    | 91        | 33:03.6         | 21º              |
| Frank Hoefle   | 10 km masculino (deficientes visuais) | 29:57.9    | 98        | 29:21.9         | 7º               |
| Andrea Eskau   | 10 km feminino (atletas sentadas)     | 35:55.3    | 94        | 33:46.0         | 8º               |
| Verena Bentele | 15 km feminino (deficientes visuais)  | 53:09.5    | 85        | 45:11.1         | Medalha de ouro  |
| Thomas Oelsner | 20 km masculino (atletas em pé)       | 1:00:27.7  | 96        | 58:02.6         | 10º              |
| Tino Uhlig     | 20 km masculino (atletas em pé)       | 1:00:50.3  | 97        | 59:00.8         | 12º              |
| Wilhelm Brem   | 20 km masculino (deficientes visuais) | 1:01:44.6  | 85        | 52:28.9         | 4º               |
| Frank Hoefle   | 20 km masculino (deficientes visuais) | 53:43.3    | 98        | 52:38.8         | 5º               |

Legenda
| Recorde mundial      | Recorde mundial (World record)               |                       | Recorde africano                      | Recorde africano (African) |                                           | Q | Classificado por posição (Qualified) |
| Recorde olímpico     | Recorde olímpico (Olympic record)            | Recorde da América    | Recorde da América (Americas)         | q                          | Classificado por melhor tempo (Qualified) |   |                                      |
| Melhor marca do ano  | Melhor marca do ano (World leading)          | Recorde asiático      | Recorde asiático (Asian)              | DNS                        | Não largou (Did not start)                |   |                                      |
| Recorde nacional     | Recorde nacional (National record)           | Recorde europeu       | Recorde europeu (European)            | DNF                        | Não terminou (Did not finish)             |   |                                      |
| Recorde pessoal      | Recorde pessoal do atleta (Personal best)    | Recorde da Oceania    | Recorde da Oceania (Oceania)          | DSQ / DQ                   | Desclassificado (Disqualified)            |   |                                      |
| Recorde da temporada | Recorde da temporada do atleta (Season best) | Recorde sul-americano | Recorde sul-americano (South America) | NM                         | Sem marca (No mark)                       |   |                                      |